# Symfonia w bieli nr 2: dziewczynka w bieli
Symfonia w bieli nr 2: dziewczynka w bieli (ang. Symphony in White, No. 2: The Little White Girl) to obraz amerykańskiego malarza Jamesa McNeilla Whistlera namalowany w latach 1864–1865, znajdujący się w zbiorach Tate Britain.
Obraz ukazuje kobietę w ujęciu trzy czwarte postaci stojącą przy kominku, na którym znajduje się lustro. Kobieta trzyma w ręce wachlarz, a na sobie białą sukienkę. Modelką jest Joanna Hiffernan, przyjaciółka artysty. Choć obraz pierwotnie nosił nazwę Dziewczynka w bieli, Whistler zaczął go później nazywać Symfonia w bieli nr 2. Określając swe dzieło tak abstrakcyjnym terminem chciał podkreślić wyznawaną przez siebie filozofię „sztuka dla sztuki”. Hiffernan na obrazie ma obrączkę na serdecznym palcu, choć oboje nie byli małżonkami. Poprzez tę religijną symbolikę Whistler zaakcentował filozofię artystyczną kryjącą się za jego dziełem.
Whistler namalował obraz zimą 1864, a w roku następnym zaprezentował go na wystawie zorganizowanej przez Royal Academy of Arts. Na oryginalnej ramie znajduje się poemat napisany przez przyjaciela Whistlera Algernona Charlesa Swinburne’a zatytułowany Przed lustrem (ang. Before the Mirror), napisany na kawałkach pozłacanego papieru. Swiburne pisząc poemat inspirował się obrazem Whistlera, dla którego był to znak, iż sztuki wizualne nie muszą być służebne wobec literatury. Jest kilka wskazówek co do treści i symboliki obrazu; krytycy znaleźli w nim aluzje do twórczości Ingresa, a także elementy orientalne typowe dla popularnej sztuki japońskiej oddziałującej wówczas na sztukę europejską.

## Początek drogi artystycznej
W 1855 James McNeill Whistler wyjechał z Ameryki do Europy, postanawiając poświęcić się malarstwu. Początkowo osiadł w Paryżu, ale w 1859 przeniósł się do Londynu, gdzie spędził większość swego życia. W Londynie spotkał Gabriela Rosettiego i innych członków Bractwa Prerafaelitów, którzy mieli wywrzeć głęboki wpływ na jego twórczość. W Londynie spotkał też Joannę Hiffernan, modelkę, która została jego kochanką. Ich stosunki były określane jako „małżeństwo bez błogosławieństwa kościelnego”. Przed 1861 Whistler wykorzystał Hifernan jako modelkę przy malowaniu innego obrazu, Wapping, od nazwy osiedla Wapping w Londynie, gdzie artysta mieszkał. Obraz został rozpoczęty w 1860 i ukończony dopiero w 1864. Przedstawia on kobietę w towarzystwie dwóch mężczyzn siedzących na balkonie wychodzącym na rzekę. Według słów samego Whistlera kobieta (do której pozowała Hiffernan) była prostytutką. Bezpośrednim prekursorem Dziewczynki w bieli był obraz Dziewczyna w bieli namalowany zimą 1861–62, nazwany później Symfonia w bieli nr 1. Hiffernan przypuszczalnie miała silny wpływ na Whistlera; jego szwagier Francis Seymour Haden odrzucił zaproszenie na obiad zimą 1863–64 motywując to dominującą rolą Hiffernan w ich domu.

## Historia obrazu a poemat Swinburne’a
Whistler namalował Dziewczynkę w bieli w 1864, z Hiffernan jako modelką. W 1865 obraz został zaprezentowany na corocznej wystawie organizowanej przez Royal Academy of Arts; w 1862 Whistler zaproponował Dziewczynę w bieli na ówczesną wystawę, ale obraz został odrzucony.
Krytycy angielscy nie byli zachwyceni Dziewczynką w bieli; jeden z nich określił go jako „dziwaczny”, podczas gdy inny nazwał go jako „ogólnie zabrudzony, szary”. Jednak w 1900 był to jeden z obrazów Whistler wysłanych do Paryża na wystawę światową, gdzie zdobył grand prix w kategorii obrazów. Pierwszym właścicielem obrazu stał się producent tapet John Gerald Potter, przyjaciel i patron Whistlera. W 1893 obraz przeszedł w ręce Arthura Studda, który w 1919 przekazał go National Gallery w Londynie. W 1951 obraz przeniesiono do Tate Gallery.
W 1862 Whistler spotkał angielskiego poetę Algernona Charlesa Swinburne’a. Ich znajomość przekształciła się w bliską przyjaźń. Stosunki obu artystów były wzajemnie korzystne. Swinburne inspirując się obrazem Whistlera Dziewczynka w bieli napisał poemat zatytułowany Przed lustrem. Zanim obraz powędrował na wystawę Royal Academy, Whistler umieścił poemat Swinburne’a wytłoczony na pozłacanych listkach na ramie okalającej malowidło. Pomysł udekorowania ramy obrazu poematem zapożyczył Whistler od Rossettiego, który w podobny sposób umieścił na pozłacanym papierze jeden ze swoich poematów na ramie własnego obrazu Dziewczęce lata Marii Panny z 1849. Według Whistlera takie rozwiązanie podkreślało jego myśl o niezależnej naturze obrazu wskazując, iż malarze byli kimś więcej, niż tylko zwykłymi ilustratorami a sztuka wizualna mogła stanowić inspirację dla poezji, a nie tylko na odwrót.
W tamtym czasie istniało błędne przekonanie, że to powstanie obrazu zrodziło się z inspiracji poematem Swinburne’a. W liście do jednej z gazet Whistler odpierał ten zarzut, wyrażając jednocześnie swe uznanie dla utworu Swinburne’a pisząc:
te wersy zostały tylko napisane, w mojej pracowni, po namalowaniu tego obrazu. Ale napisanie ich było rzadkim i wdzięcznym wyrazem uznania poety dla malarza – wspaniałym uznaniem dzieła poprzez stworzenie jeszcze wspanialszego.
Swinburne zrewanżował się Whistlerowi za ten komplement:
...jakąkolwiek wartość mogłaby mieć moja pieśń, nie jest ona tak skończona w swoim pięknie, delikatności i doniosłości, wyrafinowanym wykonawstwie i subtelnej mocy, co obraz Whistlera...

## Kompozycja i interpretacja
Whistler, zwłaszcza w późniejszych latach swej kariery, odrzucał myśl, że jego obrazy powinny wyrażać coś innego, niż to, co jest widoczne na płótnie. Jest on znany jako główny rzecznik filozofii „sztuka dla sztuki” Rozwój tej filozofii zawdzięcza on w całej rozciągłości Swinburne’owi, który zapoczątkował ją w swojej książce William Blake: a Critical Essay z 1868. Później Whistler zaczął powoływać się na tę filozofię, gdy zmienił tytuł swojej obrazu z Dziewczynka w bieli na Symfonia w bieli nr 2. Whistler, przez analogię do muzyki, wyznawał w późniejszych latach filozofię, iż najważniejsza była kompozycja dzieła, a nie jego temat.
Jednym z najbardziej rzucających się w oczy detali obrazu jest obrączka na serdecznym palcu modelki. Umieszczona na ręce modelki wpartej o gzyms kominka stała się ona centralnym punktem kompozycji dzieła. Obrączka ta to detal, którego nie ma na poprzednim obrazie, Dziewczyna w bieli. Choć Whistler i Hiffernan nie byli małżeństwem, obrączka wskazuje na ewolucję charakteru, w jakim artysta ukazywał Hiffernan w swojej sztuce; od prostytutki w Wapping do kochanki w Dziewczynie w bieli i wreszcie żony w Dziewczynce w bieli. Ewolucja ta jednocześnie odzwierciedla pojmowanie przez Whistlera własnej pozycji w świecie sztuki angielskiej – w kierunku większej legitymizacji. Obrączka jest ponadto aluzją do chrześcijańskiego sakramentu małżeństwa, co z kolei wprowadza aspekt religijny do estetyki, którą obaj ze Swinburne’m próbowali rozwijać.
Na przykładzie Dziewczynki w bieli widać, jak Whistler wyraźnie oddala się od realizmu francuskiego malarza Gustave’a Courbeta, pod którego dużym wpływem w przeszłości się znajdował. W obrazie występują kontrasty pomiędzy miękkimi, zaokrąglonymi kształtami postaci a ostrzejszymi, geometrycznymi kształtami kominka uzyskanymi poprzez zastosowanie „szorstkich, przejrzystych dotknięć pędzlem i gęstych, energicznych pociągnięć.”. Jako inspirację do Dziewczynki w bieli wskazywano różnych artystów i różne style. Porównywano obraz z dziełami Ingresa. Whistler był wielbicielem twórczości francuskiego malarza i inspirował się jego twórczością, choć Dziewczynka w bieli różni się pod wieloma względami od jego stylu. Wachlarz w ręce modelki i wazon na kominku stanowią elementy orientalne, będące wyrazem wpływu sztuki japońskiej na sztukę europejską w tamtym czasie. Oprócz tego były inne sposoby odczytania tego dzieła; sam obraz stwarza wiele możliwości do indywidualnych interpretacji jego przesłania. „Myśl i namiętność tkwią pod powierzchnia prostych rysów twarzy, dodając jej bliżej nieokreślonego uroku”. Krytyk sztuki Hilton Kramer dostrzega w portretach Whistlera wdzięk i połączenie rzemiosła i zmysłu obserwacyjnego, których nie posiadają jego bardziej radykalne pejzaże.